# Adolf Kloo
Adolf Henrik Kloo, född 10 februari 1878 i Klo, Ryda socken, död 4 februari 1972 i Falköping, var en svensk präst.
Adolf Kloo var son till bonden Sven Andersson. Under uppväxten tog han intryck av predikanten Carl Johan Smedbergs väckelse i hemförsamlingen, vilken torde ha påverkat honom att välja prästbanan. Kloo blev elev vid Skara högre allmänna läroverk 1898, avlade mogenhetsexamen där 1902 och blev därefter student vid Uppsala universitet och avlade filosofie kandidatexamen 1905, teologie kandidatexamen 1908 och praktiskt teologiskt prov samma år. Han påverkades under studietiden mycket av ungkyrkorörelsen och J.A. Eklund som liksom Kloo härstammade från Ryda. Han prästvigdes 1908 i Skara och tjänstgjorde därefter i Sjogerstad, Borås, Alingsås, Amnehärad, Larv och Eriksberg. Åren 1912-1922 var han komminister i Härna församling. Kloo utmärkte sig mycket genom sin folkliga predikostil och sina brott med kyrkliga konventioner. Adolf Kloo lät publicera sin predikningar i tidningar, tidskrifter, kalendrar och böcker. Åren 1921-1949 var han kyrkoherde i Västra Tunhems församling, blev 1940 prost och var 1946-1949 kontraktsprost.
Bland Adolf Kloos skrifter märks Arvet ej förspill (1935, 7:e upplagan 1937), Bibliska gestalter (1941) och Vaka, bed och strid (1942).